# Liste der Baudenkmäler in Mamming
Auf dieser Seite sind die Baudenkmäler in der niederbayerischen Gemeinde Mamming zusammengestellt. Diese Tabelle ist eine Teilliste der Liste der Baudenkmäler in Bayern. Grundlage ist die Bayerische Denkmalliste, die auf Basis des Bayerischen Denkmalschutzgesetzes vom 1. Oktober 1973 erstmals erstellt wurde und seither durch das Bayerische Landesamt für Denkmalpflege geführt wird. Die folgenden Angaben ersetzen nicht die rechtsverbindliche Auskunft der Denkmalschutzbehörde.

## Baudenkmäler nach Ortsteilen

### Mamming
| Lage                             | Objekt                               | Beschreibung | Akten-Nr.    | Bild           |
| -------------------------------- | ------------------------------------ | --- | ------------ | -------------- |
| Hauptstraße 12 (Standort)        | Wohnhaus                             | Zweigeschossiger Mansard-Walmdachbau, zweites Viertel 19. Jahrhundert. Die Inschrift über der straßenseitigen Eingangstür lautet: „FXS – Zur Bildung der Jugend – 1817“. | D-2-79-125-4 | Wohnhaus       |
| Hauptstraße 26 (Standort)        | Ausstattung der Kirche St. Margareta | Plastiken von Josef Henselmann und seinen Schülern, bis 1953: Figuren des Hochaltars und der Seitenaltäre, Holz versilbert; Heiligenfiguren an den Wandpfeilern und an der Orgelempore, Stuck; Kreuzwegstationen, Keramikreliefs mit Glas- und Metallüberzug; Pieta, Holz gefasst, 1925 | D-2-79-125-5 | weitere Bilder |
| Schwaigener Straße 10 (Standort) | Bauernhaus                           | Satteldachbau mit zum Teil verschaltem Blockbau-Obergeschoss und geschnitzter Hochlaube, erste Hälfte 18. und Mitte 19. Jahrhundert | D-2-79-125-7 | Bauernhaus     |

### Bachhausen
| Lage                    | Objekt     | Beschreibung                                                                                   | Akten-Nr.     | Bild       |
| ----------------------- | ---------- | ---------------------------------------------------------------------------------------------- | ------------- | ---------- |
| Bachhausen 5 (Standort) | Bauernhaus | zweigeschossiger Satteldachbau, rückwärts und seitlich Blockbau, zweite Hälfte 18. Jahrhundert | D-2-79-125-12 | Bauernhaus |

### Berg
| Lage                                                      | Objekt                  | Beschreibung | Akten-Nr.     | Bild           |
| --------------------------------------------------------- | ----------------------- | --- | ------------- | -------------- |
| Gemeindeholz, 35 m nördlich der Gemeindegrenze (Standort) | Waldkapelle Groafrauerl | ehemals der Hl. Corona geweiht, jetzt Marienkapelle, schlichter Satteldachbau mit offener Vorhalle, 18./19. Jahrhundert; mit Ausstattung | D-2-79-125-32 | weitere Bilder |

### Bubach
| Lage                    | Objekt                              | Beschreibung | Akten-Nr.     | Bild           |
| ----------------------- | ----------------------------------- | --- | ------------- | -------------- |
| Kirchplatz 1 (Standort) | Katholische Filialkirche St. Petrus | Saalkirche mit Nordturm, Langhaus und Turm romanisch, Chor zweite Hälfte 15. Jahrhundert, barocke Veränderungen 1861 zum Teil korrigiert, Anfügung von Sakristei und Vorhalle; mit Ausstattung | D-2-79-125-16 | weitere Bilder |

### Dittenkofen
| Lage                       | Objekt                       | Beschreibung | Akten-Nr.     | Bild |
| -------------------------- | ---------------------------- | --- | ------------- | ---- |
| Dittenkofen 181 (Standort) | Wohnhaus eines Dreiseithofes | Flachsatteldachbau mit Blockbau-Obergeschoss, Giebel- und Traufschrot, zweite Hälfte 18. Jahrhundert; quer stehender Blockbaustadel, 18./19. Jahrhundert | D-2-79-125-19 | BW   |
| In Dittenkofen (Standort)  | Kapelle                      | kleiner Satteldachbau, Mitte 19. Jahrhundert | D-2-79-125-20 | BW   |

### Graflkofen
| Lage                     | Objekt                                       | Beschreibung | Akten-Nr.     | Bild |
| ------------------------ | -------------------------------------------- | --- | ------------- | ---- |
| Graflkofen 12 (Standort) | Katholische Filialkirche St. Maria Magdalena | spätgotische Saalkirche mit Südturm, 1690 barockisiert; mit Ausstattung                                                                              | D-2-79-125-22 | BW   |
| Graflkofen 16 (Standort) | Bauernhaus                                   | zweigeschossiger Bau mit Halbwalmdach, Hochlaube und zweiseitig umlaufendem Schrot, Ende 18. Jahrhundert; Riegel-Bundwerkstadel, 18./19. Jahrhundert | D-2-79-125-21 | BW   |

### Heilberskofen
| Lage                       | Objekt                                    | Beschreibung | Akten-Nr.     | Bild |
| -------------------------- | ----------------------------------------- | --- | ------------- | ---- |
| Heilberskofen 1 (Standort) | Bauernhaus eines ehemaligen Dreiseithofes | zweigeschossiger Flachsatteldachbau mit Giebel- und Kniestock-Blockbau sowie Giebel- und Traufschrot, Ende 18. Jahrhundert | D-2-79-125-23 | BW   |

### Hirnkofen
| Lage                         | Objekt     | Beschreibung | Akten-Nr.     | Bild |
| ---------------------------- | ---------- | --- | ------------- | ---- |
| Hirnkofen 192 1/2 (Standort) | Bauernhaus | Satteldachbau mit Blockbau-Obergeschoss und umlaufendem Schrot, Osttrakt erhöht, Ende 18. Jahrhundert, Dach später | D-2-79-125-25 | BW   |

### Pilberskofen
| Lage                       | Objekt     | Beschreibung | Akten-Nr.     | Bild |
| -------------------------- | ---------- | --- | ------------- | ---- |
| Pilberskofen 4 (Standort)  | Bauernhaus | Satteldachbau mit Blockbau-Obergeschoss, umlaufendem Schrot und Hochlaube, zweite Hälfte 18. Jahrhundert, Fenster später verändert, Wirtschaftsteil mit steilerem Dach | D-2-79-125-29 | BW   |
| Pilberskofen 12 (Standort) | Bauernhaus | Satteldachbau mit Blockbau-Obergeschoss und Dachbodenschrot, nordseitig zweigeschossiger unverputzter Blockbau, zweite Hälfte 18. Jahrhundert, Wirtschaftstrakt später | D-2-79-125-30 | BW   |

### Seemannskirchen
| Lage                         | Objekt                                  | Beschreibung | Akten-Nr.     | Bild           |
| ---------------------------- | --------------------------------------- | --- | ------------- | -------------- |
| Seemannskirchen 3 (Standort) | Katholische Filialkirche St. Laurentius | spätromanischer Saalbau mit Dachreiter und geradem Chorschluss, 13. Jahrhundert, 1734 verändert; mit Ausstattung; auf Burgstall-Gelände gelegen | D-2-79-125-31 | weitere Bilder |

## Ehemalige Baudenkmäler
In diesem Abschnitt sind Objekte aufgeführt, die früher einmal in der Denkmalliste eingetragen waren, jetzt aber nicht mehr. Objekte, die in anderem Zusammenhang also z. B. als Teil eines Baudenkmals weiter eingetragen sind, sollen hier nicht aufgeführt werden. Aktennummern in diesem Abschnitt sind ehemalige, jetzt nicht mehr gültige Aktennummern.

| Lage                                  | Objekt     | Beschreibung | Akten-Nr.     | Bild |
| ------------------------------------- | ---------- | --- | ------------- | ---- |
| Dittenkofen (?) Bubach (?) (Standort) | Kapelle    | kleiner Satteldachbau mit eingezogenem Chor und Zierfries, erste Hälfte 19. Jahrhundert; mit Ausstattung                                             | D-2-79-125-17 | BW   |
| Hof Hof 5 (Standort)                  | Bauernhaus | zweigeschossiger Satteldachbau mit bemaltem Traufschrot und Hochlaube, dreiseitiger, teils verputzter Blockbau, im Kern erste Hälfte 18. Jahrhundert | D-2-79-125-27 | BW   |

## Abgegangene Baudenkmäler
In diesem Abschnitt sind Objekte aufgeführt, die früher einmal in der Denkmalliste eingetragen waren, jetzt aber nicht mehr existieren, z. B. weil sie abgebrochen wurden. Aktennummern in diesem Abschnitt sind ehemalige, jetzt nicht mehr gültige Aktennummern.

| Lage                               | Objekt                                  | Beschreibung | Akten-Nr.     | Bild |
| ---------------------------------- | --------------------------------------- | --- | ------------- | ---- |
| Attenberg Attenberg 169 (Standort) | Wohnhaus eines ehemaligen Vierseithofes | zweigeschossiger Satteldachbau mit teilweise verputztem Blockbau-Obergeschoss und Traufschrot, zweite Hälfte 18. Jahrhundert, Dach später | D-2-79-125-11 | BW   |